# Alfred von Schenk
Alfred von Schenk (německy Alfred Franz Edler von Schenk) (5. července 1863 Lublaň – 12. října 1952 Vídeň) byl rakousko-uherský generál a vojevůdce první světové války. V c. k. armádě sloužil od roku 1880, jako štábní důstojník působil u různých jednotek v celé monarchii. Za první světové války byl postupně velitelem několika armádních sborů na východní frontě a v severní Itálii. V roce 1917 velel znovu na východní frontě, ale po vysokých ztrátách během Kerenského ofenzívy byl odvolán. Závěr války strávil v méně významné funkci posádkového velitele v Záhřebu a po rozpadu monarchie byl v roce 1919 penzionován. Díky znalosti několika slovanských jazyků byl za první republiky povolán do Prahy a několik let působil jako poradce československé armády.

## Životopis
Byl synem státního úředníka Morize Schenka a jeho manželky Eulalie, rozené Zwierzinové. Narodil se v Lublani, část dětství strávil v Praze a kromě rodné němčiny dokonale ovládal slovinštinu a češtinu. V Praze po gymnáziu studoval na kadetní škole (1877–1880) a do armády vstoupil v roce 1880 jako poručík k 21. pěšímu pluku. Poté vystřídal službu u 24. praporu polních myslivců a 91. pěšího pluku v Českých Budějovicích. V roce 1882 se zúčastnil potlačení povstání v Dalmácii. V letech 1887–1889 studoval na Válečné škole (K.u.k. Kriegsschule) ve Vídni a v hodnosti nadporučíka byl zařazen do sboru důstojníků generálního štábu. Jako štábní důstojník byl přidělen k 9. pěší brigádě v Olomouci a následně k 2. horské brigádě v Trebinji. V roce 1892 se jako kapitán stal členem štábu 12. armádního sboru v Sibiu, v letech 1895–1896 pobýval v Kazani, kde se učil rusky a působil zde také jako tajný agent. V roce 1898 byl jako major jmenován šéfem štábu 16. pěší divize v Sibiu.
V letech 1902–1911 sloužil u 1. bosensko-hercegovinského pěšího pluku v Sarajevu. U této jednotky byl v roce 1902 povýšen na podplukovníka a od roku 1907 byl jako plukovník jejím velitelem. K datu 1. května 1911 byl povýšen do hodnosti generálmajora a převzal velení 9. horské brigády v Sarajevu. O rok později byl povolán do Vídně na pozici velitele 97. pěší brigády.

### První světová válka
Na začátku první světové války zůstal ve Vídni jako velitel týlových jednotek a v srpnu 1914 převzal velení 15. pěší divize. K datu 1. listopadu 1914 byl povýšen do hodnosti polního podmaršála a jako velitel 9. divize byl povolán na východní frontu. Po vyhlášení války ze strany Itálie byl přeložen na italskou frontu, kde jeho divize posílená o další jednotky vytvořila armádní skupinu Schenk (Gruppe Schenk), přejmenovanou v listopadu 1916 na 23. armádní sbor. Zúčastnil se bojů na Soči a v létě 1917 byl povolán znovu na východní frontu, kde se stal velitelem 13. armádního sboru, nedokázal ale čelit Kerenského ofenzívě. Po porážce a těžkých ztrátách byl zbaven velení a od srpna 1917 byl mimo aktivní službu. K datu 1. února 1918 byl povýšen do hodnosti generála pěchoty a krátce převzal velení 9. armádního sboru, závěr války nakonec strávil jako velitel v Záhřebu.
K datu 1. ledna 1919 byl v armádě penzionován s nárokem na výslužné ve výši 16 800 korun ročně. Díky svým znalostem slovanských jazyků byl v roce 1923 povolán do Prahy a do roku 1930 působil jako poradce československé armády. Závěr života strávil v soukromí ve Vídni.

## Řády a vyznamenání
V roce 1911 byl povýšen do šlechtického stavu. Během vojenské služby obdržel řadu vyznamenání.
- Válečná medaile (1882)
- Jubilejní pamětní medaile (1898)
- Služební odznak pro důstojníky III. třídy (1905)
- Vojenský záslužný kříž III. třídy (1908)
- Vojenský jubilejní kříž (1908)
- Řád železné koruny III. třídy (1909)
- Řád červené orlice II. třídy (1909, Německo)
- Řád pruské koruny II. třídy (1911, Německo)
- rytířský kříž Leopoldova řádu s válečnou dekorací (1914)
- Vojenský záslužný kříž II. třídy s válečnou dekorací (1915)
- Řád železné koruny II. třídy s válečnou dekorací (1916)
- Řád železné koruny I. třídy s válečnou dekorací (1916)
- Vyznamenání za zásluhy o Červený kříž s válečnou dekorací (1917)